# Burg Neuenstein (Hubacker)
Die Burg Neuenstein ist die Ruine einer Höhenburg auf einem 440 m ü. NN hohen Ausläufer des Kleinen Schärtenkopf südwestlich von Hubacker, einem Ortsteil der Gemeinde Lautenbach, im Ortenaukreis in Baden-Württemberg.

## Geschichte
Die Burg wurde um 1322 von den Grafen von Freiburg erbaut und 1609 zerstört. Weitere Besitzer waren die Herren von Neuenstein. Von der Burg sind nur noch wenige Mauerreste zu sehen.
In Überlieferungen ist auch von einer weiteren Burg dieses Namens die Rede, diese Burg Alt-Neuenstein könnte rechts der Rench über dem Ort Hubacker gestanden haben. Sie war wohl die Stammburg der Herren von Neuenstein, die 1123 erstmals erwähnt wurden. 1405 wurde ein Burgstall zu dem alten Neuenstein genannt.